# Маккинни, Билл
Уильям Денисон МакКинни (12 сентября 1931 — 1 декабря 2011) — американский характерный актёр Он сыграл садиста-горца в фильме Джона Бурмена 1972 года «Избавление» и появился в семи фильмах Клинта Иствуда, наиболее примечательной из которых была роль капитана Террилла, командира, преследующего последних повстанцев, «удержавшихся» против сдачи силам Союза, в фильме «Джоси Уэйлс — человек вне закона», потом сыграл в фильме Рэмбо: Первая кровь (1982) в роли Дэйва Керна. Потом сыграл ещё в несколько популярных фильмах: «Назад в будущее 3» (1990) и «Зеленая миля» (1999).

## Биография
Уильям Денисон МакКинни родился 12 сентября 1931 года в Чаттануге, штат Теннесси. В детстве он был неустроенным, переезжал 12 раз. В возрасте 19 лет вступил в ВМС во время Корейской войны. Он прослужил два года на минном тральщике в корейских водах и был размещён в Порт-Хьюнеме в округе Вентура, Калифорния. После увольнения в запас в 1954 году поселился в Калифорнии, посещал актерскую школу при театре «Пасадена Плэйхаус» в 1957 году. Его одноклассниками были Дастин Хоффман и Мако Ивамацу. В это время МакКинни стал подрабатывать арбористом, так как испытывал нужду, на этой работе он продержался до середины 1970-х годов.